# Sal (film)
Sal è un film del 2011 diretto da James Franco.
Film biografico statunitense narra le ultime ore di vita dell'attore Sal Mineo.